# Solomon Owello
Solomon James Owello (25 dicembre 1988) è un calciatore nigeriano, centrocampista svincolato.

## Carriera

### Club

#### Start
Owello ha firmato per i norvegesi dello Start nell'estate 2008. Ha esordito nella 1. divisjon in data 7 agosto 2008, schierato titolare nella vittoria interna per 3-0 sull'Hønefoss. In quella porzione di stagione ha disputato 15 partite di campionato, contribuendo alla promozione dello Start nella massima divisione locale.
Ha allora debuttato in Eliteserien in data 15 marzo 2009, impiegato da titolare nel pareggio per 3-3 maturato sul campo dello Strømsgodset. L'anno successivo, precisamente il 2 agosto 2010, ha siglato la prima rete in squadra: è stato autore del cosiddetto gol della bandiera nella sconfitta per 8-1 arrivata sul campo del Vålerenga.
Al termine del campionato 2011, lo Start è retrocesso in 1. divisjon. Owello ha però contribuito con 30 presenze e 6 reti alla pronta risalita dell'anno seguente. Il 7 novembre 2012 ha rinnovato il contratto che lo legava allo Start fino al 31 dicembre 2015.
Owello è rimasto in squadra fino all'estate 2015, disputando tutte le ultime stagioni in Eliteserien. Si è congedato dallo Start con 215 presenze e 8 reti tra tutte le competizioni.

#### Sandnes Ulf
Il 18 agosto 2015, il Sandnes Ulf ha annunciato sul proprio sito internet d'aver tesserato Owello, che si è legato al nuovo club con un contratto valido fino al termine della stagione in corso. È quindi tornato a calcare i campi della 1. divisjon in data 24 agosto, quando è stato schierato titolare nella sconfitta interna per 0-2 contro l'Hødd. Nella metà stagione passata al Sandnes Ulf, ha totalizzato 10 presenze, senza alcuna rete all'attivo. Dal 1º gennaio 2016 è rimasto svincolato.

#### Niger Tornadoes
A giugno 2016, Owello ha fatto ritorno ai Niger Tornadoes, nella massima divisione nigeriana.

### Nazionale
Owello ha rappresentato la Nigeria a livello Under-20. Ha partecipato anche al mondiale di categoria del 2007.

## Statistiche

### Presenze e reti nei club
Statistiche aggiornate al 19 settembre 2016.
| Stagione       | Club            | Campionato   | Campionato | Campionato | Coppe nazionali | Coppe nazionali | Coppe nazionali | Coppe continentali | Coppe continentali | Coppe continentali | Supercoppe | Supercoppe | Supercoppe | Totale | Totale |
| Stagione       | Club            | Comp         | Pres       | Reti       | Comp            | Pres            | Reti            | Comp               | Pres               | Reti               | Comp       | Pres       | Reti       | Pres   | Reti   |
| -------------- | --------------- | ------------ | ---------- | ---------- | --------------- | --------------- | --------------- | ------------------ | ------------------ | ------------------ | ---------- | ---------- | ---------- | ------ | ------ |
| ago.-dic. 2008 | Start           | 1D           | 15         | 0          | CN              | -               | -               | -                  | -                  | -                  | -          | -          | -          | 15     | 0      |
| 2009           | Start           | ES           | 21         | 0          | CN              | 1               | 0               | -                  | -                  | -                  | -          | -          | -          | 22     | 0      |
| 2010           | Start           | ES           | 26         | 1          | CN              | 4               | 0               | -                  | -                  | -                  | -          | -          | -          | 30     | 1      |
| 2011           | Start           | ES           | 28         | 0          | CN              | 6               | 0               | -                  | -                  | -                  | -          | -          | -          | 34     | 0      |
| 2012           | Start           | 1D           | 30         | 6          | CN              | 2               | 0               | -                  | -                  | -                  | -          | -          | -          | 32     | 6      |
| 2013           | Start           | ES           | 27         | 0          | CN              | 3               | 0               | -                  | -                  | -                  | -          | -          | -          | 30     | 0      |
| 2014           | Start           | ES           | 28         | 1          | CN              | 3               | 0               | -                  | -                  | -                  | -          | -          | -          | 31     | 1      |
| gen.-ago. 2015 | Start           | ES           | 19         | 0          | CN              | 2               | 0               | -                  | -                  | -                  | -          | -          | -          | 21     | 0      |
| Totale Start   | Totale Start    | Totale Start | 194        | 8          |                 | 21              | 0               |                    | -                  | -                  |            | -          | -          | 215    | 8      |
| ago.-dic. 2015 | Sandnes Ulf     | 1D           | 10         | 0          | CN              | -               | -               | -                  | -                  | -                  | -          | -          | -          | 10     | 0      |
| giu.-dic. 2016 | Niger Tornadoes | PL           | ?          | ?          | FACup           | ?               | ?               | -                  | -                  | -                  | -          | -          | -          | ?      | ?      |
| Totale         | Totale          | Totale       | 204+       | 8+         |                 | 21+             | 0+              |                    | -                  | -                  |            | -          | -          | 225+   | 8+     |